# FK Slovan Pardubice
FK Slovan Pardubice was een Tsjechische voetbalclub uit Pardubice. De club is in 1919 opgericht als SK Slovan Pardubice. Na een fusie met AFK Atlantic Lázně Bohdaneč uit het nabij gelegen dorpje Lázně Bohdaneč nam de club de plaats in de toenmalige druhá liga over van Atlantic en speelde tussen 2000 en 2006 op dit niveau, wat de succesvolste periode van de club vormt. Wegens financiële problemen verkocht de club in 2006 haar licentie aan FK Baník Sokolov. Omdat de financiële problemen bleven voortduren werden verschillende jeugdteams in 2009 ondergebracht bij FK Pardubice. Een jaar later keerde de club terug naar de oude naam Slovan Pardubice en werd promotie bewerkstelligd naar de divize C, het op drie na hoogste niveau in het Tsjechische voetbal. In het seizoen 2010/11 ging de club failliet en kon niet eens het seizoen afmaken.

## Naamsveranderingen
- 1919 – SK Slovan Pardubice (Sportovní klub Slovan Pardubice)
- 1953 – DSO Slovan Pardubice (Dobrovolná sportovní organizace Slovan Pardubice)
- 1959 – TJ Slovan Pardubice (Tělovýchovná jednota Slovan Pardubice)
- 1969 – TJ Slovan Průmstav Pardubice (Tělovýchovná jednota Slovan Průmstav Pardubice)
- 1980 – TJ Slovan TMS Pardubice
- 1992 – FC Slovan Pardubice (Football Club Slovan Pardubice)
- 2000 – FK AS Pardubice, a.s. (Fotbalový klub Atlantik Slovan Pardubice, a.s.) – fusie met AFK Atlantic Lázně Bohdaneč
- 2010 – FK Slovan Pardubice, a.s. (Fotbalový klub Slovan Pardubice, a.s.)

## Erelijst
- kampioen van de Pardubický krajský přebor: 2010

## Bekende oud-spelers
- Lukáš Bajer